# Тампль

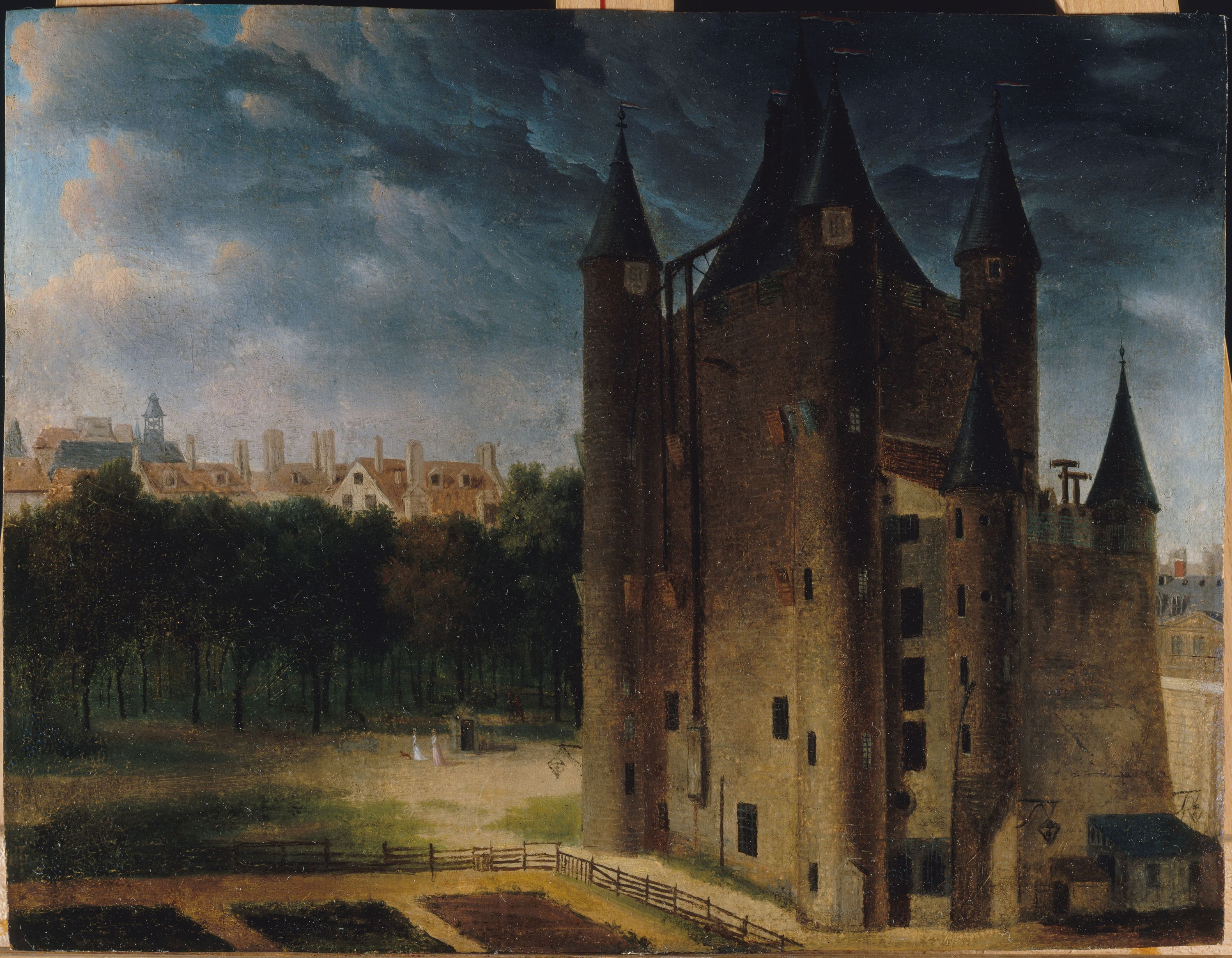
В'язниця Тампль

Тампль (фр. Tour du Temple) — середньовічна фортеця в Парижі, що розташовувалась на території сучасних округів II і III.

## Історія
Замок заснував 1222 року Губерт, скарбник ордену тамплієрів (храмовників). Не минуло й століття після завершення будівництва, коли в 1312 року Філіпп Вродливий відібрав замок і заточив до нього останнього магістра ордена Жака де Моле. 1315 року Тампль був також місцем ув'язнення першого міністра Франції Ангеррана де Маріньї.
Його син, Філіпп Довгий, віддав замок Клеменції, вдові свого попередника Людовика Сварливого, в обмін на Венсенський замок (Клеменція померла в Тамплі у віці 35 років). У XVIII столітті замок перебудовано, і в ньому мешкали то принц Конті, то малолітній герцог Ангулемський. У замку-палаці проходили бали та концерти, якось там виступав Моцарт.
Після революції Тампль, вже як в'язниця, замінив Бастилію. В очах монархістів Тампль став символом «страти» французької монархії та місцем паломництва, тому в 1808—1810 роках, за вказівкою Наполеона I, фортецю зруйнували. Нині на її місці розташовані сквер та станція метро.

## Французька революція
За часів Французької революції Тампль слугував в'язницею французьких королівських сімей. В'язнями Тампля були:
- Король Людовік XVI, якого 21 січня 1793 гільйотиновано на площі Революції (нині площа Згоди);
- Королева Марія-Антуанетта — дружина Людовика XVI, яку 1 серпня 1793 року направлено з вежі замку до в'язниці Консьєржері, звідки вона також пішла на гільйотину;
- Мадам Єлизавета, яка була ув'язненою у вежі протягом 21 місяця, після чого направлена в Консьєржері, і наступного дня обезголовлена;
- Людовік XVII — син Марії Антуанетти та Людовіка XVI, який помер у вежі 8 червня 1795 року у віці 10 років;
- Принцеса Марія Тереза, яку утримували у вежі протягом 3 років та 4 місяців; потім її викупили австрійцями.